# Friedrich Ruß
Johann Friedrich Ruß (* 3. Oktober 1777 in Windesheim; † 29. Juli 1844 in Wiesbaden) war ein deutscher Kaufmann, Ratsherr und Politiker.
Ruß war der Sohn des Rotgerbers Johann Conrad Ruß und dessen Ehefrau Barbara geborene Krug. Er war Kaufmann und Ratsherr und heiratete am 12. Juni 1804 in Biebrich Anna Maria geborene Erkel (* 7. November 1782 in Wiesbaden; † 30. November 1837 ebenda), die Tochter des Sattlermeisters Johann Gottfried Erkel.
1823 wurde Ruß in einer Nachwahl für den Wahlbezirk Herborn für die Gruppe der Gewerbetreibenden in die Landstände des Herzogtums Nassau gewählt. Dem Landtag gehörte er bis 1832 an. In diesem Jahr gehörte er der liberalen Landtagsmehrheit an, die aus Protest gegen den Pairsschub von 1831 aus dem Landtag ausgezogen waren. Daraufhin wurde ihm sein Mandat aberkannt. Sein Sohn Gottfried Ruß war ab 1858 nassauischer Landtagsabgeordneter.